# Kulturlandschaft Mapungubwe
Die Kulturlandschaft Mapungubwe ist eine UNESCO-Welterbestätte nahe der nördlichen Grenze Südafrikas zu Simbabwe und Botswana. Es handelt sich um eine offene, ausgedehnte Savannenlandschaft am Zusammenfluss des Limpopo und Shashe. Mapungubwe entwickelte sich zum größten Königreich des Subkontinents, bevor es im 14. Jahrhundert aufgegeben wurde. Erhalten geblieben sind die Überreste der Palastanlagen und auch das gesamte von ihnen abhängige Siedlungsgebiet sowie zwei frühere Hauptstädte, die insgesamt die Entwicklung der sozialen und politischen Strukturen in einem Zeitraum von über 400 Jahren widerspiegeln.

## Beschreibung
Die Kulturlandschaft Mapungubwe zeugt vom Aufstieg und Fall des ersten Königreichs im südlichen Afrika zwischen 900 und 1300 n. Chr. Das Kerngebiet der Welterbestätte umfasst fast 30.000 ha und wird durch eine Pufferzone von etwa 100.000 ha ergänzt. Innerhalb des Gebietes befindet sich der Mapungubwe-Nationalpark.
Zu den bisher bekannten Zhizo-Stätten gehören die Überreste von drei Hauptstädten – Schroda, Leopard’s Kopje und die letzte rund um den Mapungubwe-Hügel – sowie deren Satellitensiedlungen und fruchtbare Ländereien rund um den Zusammenfluss des Limpopo und Shashe, die eine große Bevölkerung innerhalb des Königreichs ernährten.
Mapungubwe’s Lage an der Kreuzung der Nord/Süd- und Ost/West-Routen im südlichen Afrika ermöglichte auch die Kontrolle des Handels über die ostafrikanischen Häfen nach Indien und China sowie durch das gesamte südliche Afrika. Aus dem Hinterland bezogene Waren wie Gold und Elfenbein, die anderswo knapp waren, brachten großen Reichtum, was sich durch Importe wie chinesischem Porzellan und persischen Glasperlen zeigte.
Bis zu ihrem Untergang Ende des 13. Jahrhunderts war Mapungubwe die wichtigste Siedlung im Landesinneren des afrikanischen Subkontinents und die Kulturlandschaft enthält eine Fülle von Informationen in Form von archäologischen Stätten, die ihre Entwicklung dokumentieren. Die Befunde zeigen, wie der Handel zunahm und zunehmend von einer religiös geführten Eliteklasse beeinflusst wurde.
Mapungubwe’s Untergang wurde durch klimatische Veränderungen herbeigeführt. Während seiner letzten 2000 Jahren waren Phasen mit wärmeren und feuchteren Klimabedingungen, die für die Landwirtschaft im Limpopo/Shashe-Tal geeignet waren, mit kühleren und trockeneren Unterbrechungen durchsetzt. Als die Niederschläge nach 1300 n. Chr. zurückgingen, konnte das Land mit traditionellen Anbaumethoden keine hohe Bevölkerungszahl mehr ernähren, und die Bewohner waren gezwungen, sich zu zerstreuen. Die Position Mapungubwes als Machtbasis verlagerte sich nördlich nach Groß-Simbabwe und später nach Khami.

## Eintragung als Weltkulturerbe
Die Kulturlandschaft Mapungubwe wurde 2003 aufgrund eines Beschlusses der 27. Sitzung des Welterbekomitees als Weltkulturerbestätte in Südafrika in die Liste des UNESCO-Welterbes eingetragen.
Die Welterbestätte umfasst eine Fläche von 28.169 Hektar mit einer Pufferzone von 104.800 Hektar, die 2014 eingerichtet wurde.
In der Begründung für die Eintragung heißt es unter anderem:

„Die Überreste dieses bedeutenden Königreichs bilden zusammen mit der heutigen Flora und Fauna und den geomorphologischen Formationen des Limpopo/Shashe-Zusammenflusses eine beeindruckende Kulturlandschaft von universeller Bedeutung.“

Die Eintragung erfolgte aufgrund der Kriterien (ii), (iii), (iv) und (v).

„(ii): Die Mapungubwe-Kulturlandschaft enthält Anhaltspunkte für einen wichtigen Austausch menschlicher Werte, der zwischen 900 und 1300 n. Chr. zu weitreichenden kulturellen und sozialen Veränderungen im südlichen Afrika führte.“

„(iii): Die Überreste in der Mapungubwe-Kulturlandschaft sind ein bemerkenswert vollständiges Zeugnis für das Wachstum und den anschließenden Niedergang des Mapungubwe-Staates, der auf seinem Höhepunkt das größte Königreich des afrikanischen Subkontinents war.“

„(iv): Die Etablierung von Mapungubwe als mächtiger Staat, der über die ostafrikanischen Häfen mit Arabien und Indien Handel trieb, war eine bedeutende Etappe in der Geschichte des afrikanischen Subkontinents.“

„(v): Die Überreste in der Kulturlandschaft von Mapungubwe veranschaulichen die Auswirkungen des Klimawandels und dokumentieren das Wachstum und dann den Niedergang des Königreichs Mapungubwe. Sie belegen eindeutig eine Kultur, die für irreversible Veränderungen anfällig wurde.“